# Gemmologia

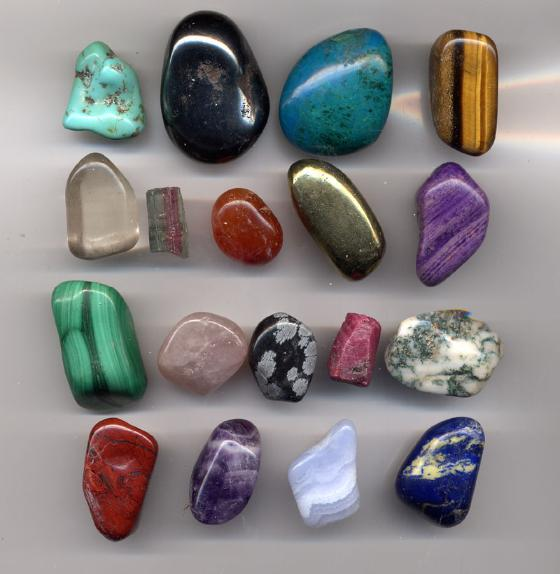

La gemmologia è il ramo della mineralogia che studia le gemme (nel linguaggio comune, le pietre preziose, come l'ametista, il rubino, lo zaffiro e il diamante).
Sono materiali di interesse gemmologico anche l'ambra, che è una resina fossile, l'avorio, il giaietto che è un tipo di carbon fossile (è una varietà di lignite) e altre sostanze organiche non caratterizzate da struttura cristallina.
È detto gemmologo un esperto conoscitore di pietre preziose o un tecnico specializzato nella loro lavorazione di taglio, levigatura, ecc. oppure nella riparazione di gemme danneggiate.
La valutazione delle gemme non è normata in alcuni Paesi (fra i quali l'Italia) mentre lo è in altri quali la Francia. Esistono vari istituto gemmologici privati internazionali come per esempio il Gemological Institute of America o l'HRD - Hooge Raad voor Diamant di Anversa.
La massa delle gemme è espressa in carati metrici pari 0,2 grammi e viene definita in cifra fino al secondo decimale; la nomenclatura per la definizione di colore e purezza è internazionale. Le regole di valutazione del taglio non si basano solo sulla misurazione degli angoli, ma anche sulla valutazione in base a qualità ottiche. Inoltre, vengono riportate le misure relative all'altezza della pietra e alla larghezza della tavola; i gradi di simmetria, le reazioni di fluorescenza all'ultravioletto, la qualità della politura e il grado di finitura della cintura.